# Второсалинская
Второсалинская — деревня в Вагайском районе Тюменской области, входит в состав Аксурского сельского поселения.

## География
Деревня находится на берегу реки Иртыш.

### Часовой пояс
Деревня Второсалинская, как и вся Тюменская область, находится в часовой зоне МСК+2. Смещение применяемого времени относительно UTC составляет +5:00.

## Население
| 2010 |
| ---- |
| 227  |

## Улицы
| - пер. Дружбы, - пер. Озёрный, - ул. Советская,, | - ул. Центральная, - ул. Школьная, - пер. Школьный. |